# Julie Page
Julie Anne Page (ur. 21 kwietnia 1983 w Stockport) – angielska koszykarka, reprezentantka Wielkiej Brytanii, uczestniczka Mistrzostw Europy w 2011 roku oraz Igrzysk Olimpijskich w 2012 roku.

## Przebieg kariery

### Kariera klubowa
Page dorastała w Stockport w hrabstwie Wielki Manchester i tam też uczęszczała do Stockport College. Treningi koszykarskie rozpoczęła w wieku 16 lat, choć wcześniej chętnie uprawiała skok wzwyż i rzut oszczepem. Następnie rozpoczęła studia na brytyjskim Loughborough University, jednak otrzymała stypendium z amerykańskiego Eastern Washington University. W Stanach ukończyła studia na kierunku nauki o sporcie oraz występowała w drużynie akademickiej ligi NCAA. W trakcie pobytu na uczelni legitymowała się średnią 10,2 punktu i 5,1 zbiórki na mecz. Z uwagi na wysokie osiągnięcia dwukrotnie wybierana była do drużyny Big Sky Conference (grupa NCAA, do której należy dziewięć zachodnich stanów USA).
W 2006 roku trafiła do niemieckiego klubu TV 1872 Saarlouis, w którego barwach występowała przez dwa sezony. W pierwszym była najlepiej zbierającą w drużynie. Rok później zdobyła z zespołem puchar Niemiec, a sama została wybrana najbardziej wartościową zawodniczką finału. Następnie grała we włoskim Pallacanestro Ribera, a także francuskich drużynach Pays d’Aix Basket 13 i ESBVA Lille. Z zespołami z Ribery i Lille występowała w FIBA EuroCup Women. W 2008 roku, podczas pobytu we Włoszech odniosła obrażenia w poważnym wypadku samochodowym, jednak powróciła do sportu.
W 2011 Page została zakontraktowana przez szósty zespół Polskiej Ligi Koszykówki Kobiet – Energa Katarzynki Toruń. Brytyjska skrzydłowa trafiła do Torunia ze względu na kłopoty z zawodniczkami podkoszowymi (rozwiązanie kontraktu z  Charity Szczechowiak i kontuzja Marty Jujki). Ostatecznie z drużyną z Torunia zdobyła brązowy medal mistrzostw Polski, a sama była jedną z najskuteczniejszych Katarzynek (13,9 punktu oraz 7 zbiórek na mecz).
Dobre występy zaowocowały przyznaniem Page miana brytyjskiej koszykarki roku 2011.

### Kariera reprezentacyjna
Page wystąpiła w barwach reprezentacji Anglii w Mistrzostwach Europy do lat 17 (2000) oraz do lat 19 (2002).
Po utworzeniu w 2005 roku jednolitej reprezentacji Wielkiej Brytanii, Page występuje także w tym zespole (debiutowała w 2006 roku). Brała udział w kwalifikacjach do Mistrzostw Europy w 2009 roku oraz do kolejnej edycji tej imprezy, w 2011 roku. Została powołana do kadry na odbywające się w Polsce finały, jak również na Igrzyska Olimpijskie w Londynie.

## Życie osobiste
- Jej brat Keith także jest zawodowym koszykarzem, występuje jako obrońca w drużynie Cheshire Jets.
- Kibicuje piłkarskiemu klubowi Manchester United.